# Stefan Teleman
Stefan Otto Ivar Teleman, född 19 juli 1936 i Ryssby församling i Kalmar län, är en svensk konstnär, bosatt i Norrköping.
Stefan Teleman tillhör den våg av samhällsengagerade konstnärer som tog plats på kulturscenen under 1960- och 70-talen i Stockholm. Vietnamkriget, IB-affären, Hormoslyr-debatten och grundandet av Grupp 8 är alla exempel på händelser som kom att sätta direkta avtryck i konsten. För Stefan Teleman var även arbetslivets villkor och medias oförmåga att spegla hela befolkningen viktiga teman. Bland annat genomförde han 1976 i Riksutställningars regi Betraktelse inför en landsortstidning med Christer Themptander (f 1943). Tillsammans synade de tidningen Barometerns verklighetsskildring, där rara kungafamiljsporträtt tycktes ta större plats än överhängande sociala orättvisor. 
Gasattackerna i Halabja 1988, konflikten mellan Azerbajdzjan och Armenien kring området Nagorno-Karabakh eller kriget på Balkan är några exempel på hur konstnären Stefan Teleman inkännande skildrar människors utsatthet. Både människor och symboler för hem och trygghet befinner sig i upplösning. 
Boken som konstform är en viktig del av Stefans konstnärliga praktik. I slutet av 1970-talet startade han tillsammans med bland andra Ulf Rahmberg, Kenneth Hermele och Christian Chambert Bildförlaget Öppna Ögon. Man ville med överkomliga priser öka tillgängligheten av bildkonst. 
Stefan Teleman studerade vid Konsthögskolan i Stockholm 1961-1966. Han är representerad i museisamlingar som Moderna museet, Kalmar konstmuseum, Östergötlands museum och Norrköpings Konstmuseum. Även vid Statens konstråd, Smålands konstarkiv, Stockholms läns landsting, Jönköpings läns landsting, Östergötlands läns landsting, Stockholms kommun, och Malmö kommun. 1981 flyttade Stefan Teleman till Norrköping.  
2004 ordnades en större retrospektiv utställning på Östergötlands Museum i Linköping. I samband med den utställningen gav förlaget Futurum ut biografin Stefan Teleman Synad (med Bo Borg som redaktör). 2019 kom Stefan Teleman med boken Esse Et Videri (eget förlag) med texter av Hans Ove Hedman, Pauli Olavi Kuivanen och Helena Scragg. Boken berör det svenska militärindustriella komplexet och ingår i Stefan Telemans retrospektiva utställning Allvarsamma lekar på Norrköpings Konstmuseum 2019.  
Stefan Teleman är son till kantorn Helmer Teleman och Bessie Svensson och var gift med Solvei Teleman. Efter avlagd folkskollärarexamen 1958 studerade han vid olika privata målarskolor 1959–1961 och vid Konsthögskolan i Stockholm 1961-1966. Han tilldelades ett stipendium från H Ax:son Johnsons stiftelse 1962 och ett stipendium från svensk-norska samarbetsfonden 1963 samt ett stipendium ur Hullgrens fond vid Konstakademien 1966. Separat ställde han bland annat ut på Galei Observatorium i Stockholm och han medverkade i en grupputställning på Galleri Maxim i Stockholm. Han medverkade i Helsingborgs konstförenings vårutställning på Vikingsbergs konstmuseum och Liljevalchs Stockholmssalonger. Bland hans offentliga uppdrag märks utsmyckning för skolor i Kalmar, Arméns tekniska skola i Östersund och Kolmårdens sjukhus i Norrköping. 
Under 1970-talet var han verksam som lärare vid Konstfack i Stockholm. Vid samma tid också som illustratör i FiB/Kulturfront. Han var under en period krönikör i Folkbladet, där texten ibland kombinerades med bilder, och han har publicerat böcker och illustrerat åt LL-förlaget.